# دفنة منقارية الثمار
دفنة منقارية الثمار (الاسم العلمي:Daphne rhynchocarpa) هي نوع من النباتات تتبع جنس الدفنة من الفصيلة المثنانية.